# Dornier Merkur

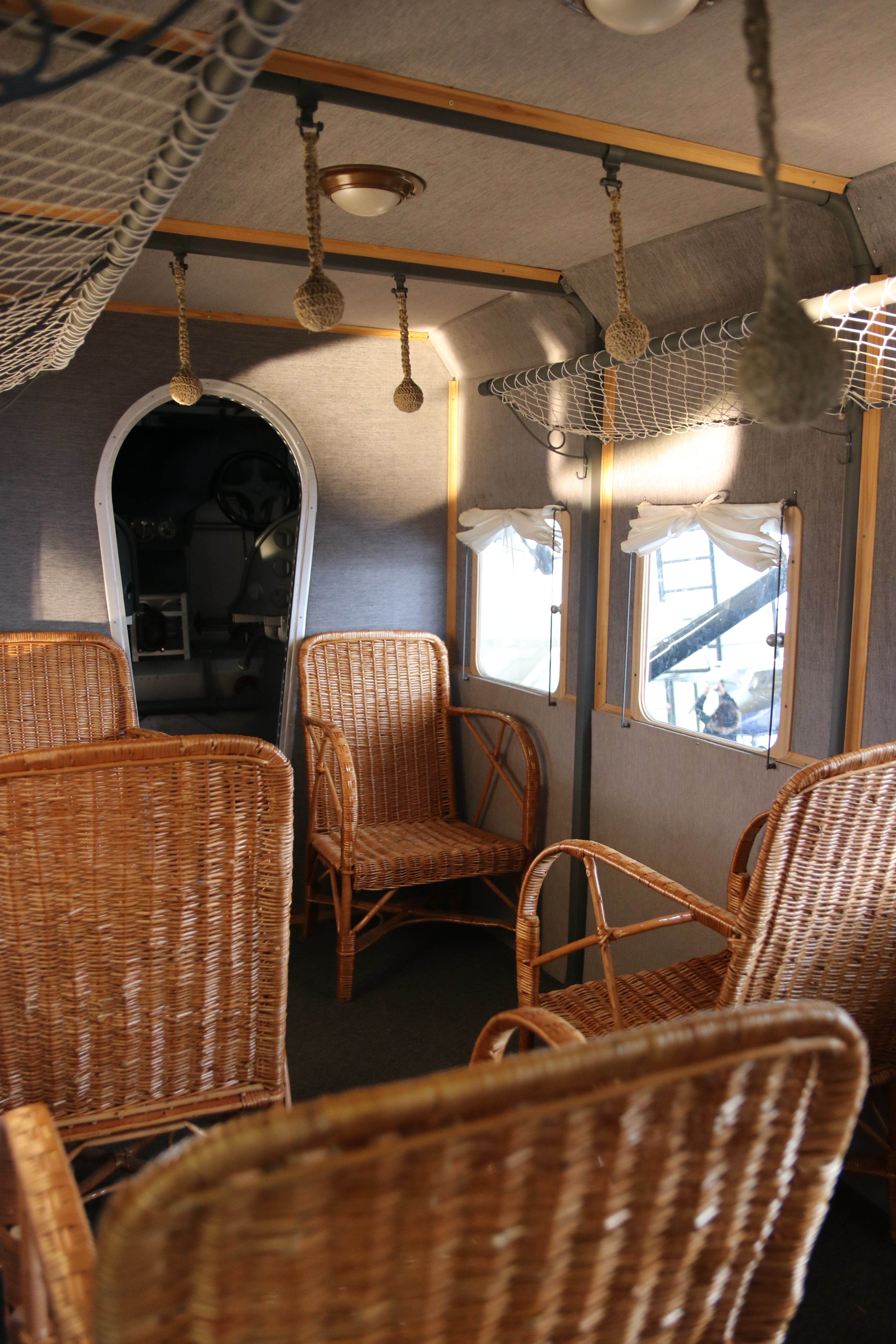
Kabine der Dornier Merkur „D-1103“ im Dornier-Museum, 2018

Die Dornier Merkur (Interne Bezeichnung Do B-Bal) war ein einmotoriges Passagierflugzeug aus deutscher Produktion. Der Hochdecker, eine Weiterentwicklung der Komet III, wurde von den Dornier-Werken in Friedrichshafen gebaut.

## Geschichte
Die Dornier Merkur basiert direkt auf der Dornier Komet III, deren wesentliche Schwachstelle die geringe Motorleistung war. Diese war bedingt durch die Beschränkungen des Friedensvertrages von Versailles. Als Prototyp diente die Dornier Komet III (Kennzeichen D-815), in die der gegenüber dem Rolls-Royce Eagle wesentlich stärkere BMW VI mit einer Startleistung von 600 PS eingebaut wurde. Durch das höhere Motorgewicht und die größere Leistung wurden Verstärkungen an der Zelle notwendig. Statt des Stirnkühlers kam ein Bauchkühler zum Einsatz. Das mit vier Stielen abgestrebte Tragwerk des Schulterdeckers glich dem der Komet, erhielt jedoch einen Einschnitt an der Tragflügelhinterkante im Bereich des Rumpfes. Die Zelle konnte sechs Passagiere in einem geschlossenen Raum und zwei Besatzungsmitglieder im offenen Cockpit aufnehmen. Das Fahrwerk war fest und besaß einen Schleifsporn.
Der Erstflug fand am 10. Februar 1925 statt.

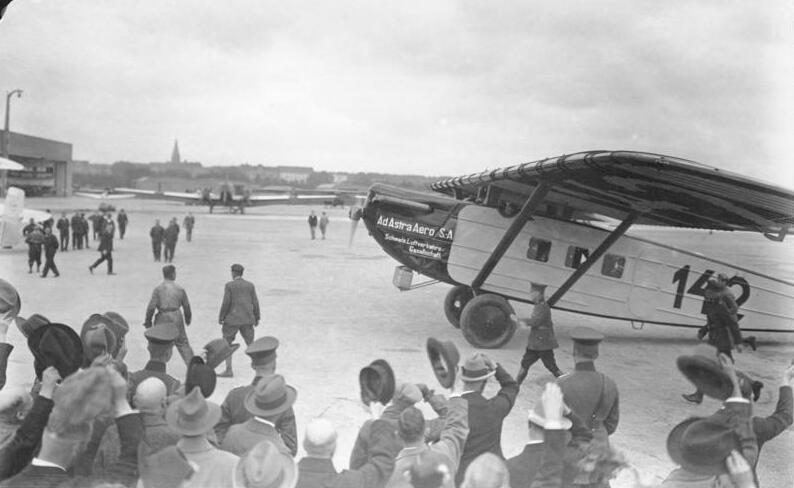
Landung von Walter Mittelholzer in Berlin

Am 24. und 29. Juni 1926 stellte eine Maschine mit Walter Mittelholzer und Georg Zinsmaier als Piloten sieben Weltrekorde auf, indem sie zum Beispiel die 7000 km lange Strecke Friedrichshafen–Berlin–Königsberg–Moskau–Tiflis–Baku–Charkow ohne Zwischenfälle zurücklegte.
Mittelholzer ließ für eine Afrikaexpedition eine Merkur mit Schwimmern ausrüsten. Der Rumpf erhielt einen Aufenthalts- und einen Schlafraum für die vierköpfige Besatzung sowie eine Dunkelkammer. Die Maschine mit dem Namen „Switzerland“ startete am 17. Dezember 1926 von Zürich. Nach 78 Tagen und einer Gesamtflugstrecke von 20.000 km (Flugzeit: 97,5 h) landete die Maschine am 20. Februar 1927 in Kapstadt.
Maschinen, die mit einem BMW VI U (mit Untersetzungsgetriebe) ausgerüstet wurden, erhielten die Bezeichnung Merkur II. Die Startleistung stieg auf 750 PS und das Fluggewicht konnte auf 4100 kg erhöht werden, was zusätzliche Verstärkungen erforderlich machte. Dies betraf auch die Verstrebungen der Tragfläche.
Eine Maschine (Kennzeichen D-1087) erhielt versuchsweise einen Junkers L-55 mit einer Leistung von 650 PS. Aufgrund des gegenüber dem BMW VI erhöhten Gewichtes befriedigte diese Kombination nicht, der Motor wurde daher wieder ausgebaut.
Einige Dornier Merkur II erhielten geschlossene Cockpits, die aber die Sicht der Piloten einschränkten.
Im Jahr 1927 eröffnete die Lufthansa mit der Merkur eine Flugverbindung über den Hindukusch von Taschkent nach Kabul und beflog die erste regelmäßige Nachtverbindung von Berlin nach Königsberg. Hauptabnehmer dieser Maschine war mit 30 Stück die Lufthansa, aber auch die DERULUFT (Deutsch-Russische Luftverkehrs A.G.) setzte die Merkur auf der Strecke nach Moskau ein.
Insgesamt wurden 50 Maschinen der Merkur gebaut, von denen viele auch in Bolivien, Brasilien, Chile, Japan, Kolumbien (Einsatz mit Schwimmern bei der SCADTA), der Schweiz und in der UdSSR geflogen wurden. In Japan erfolgte ein Lizenzbau.

## Technische Daten

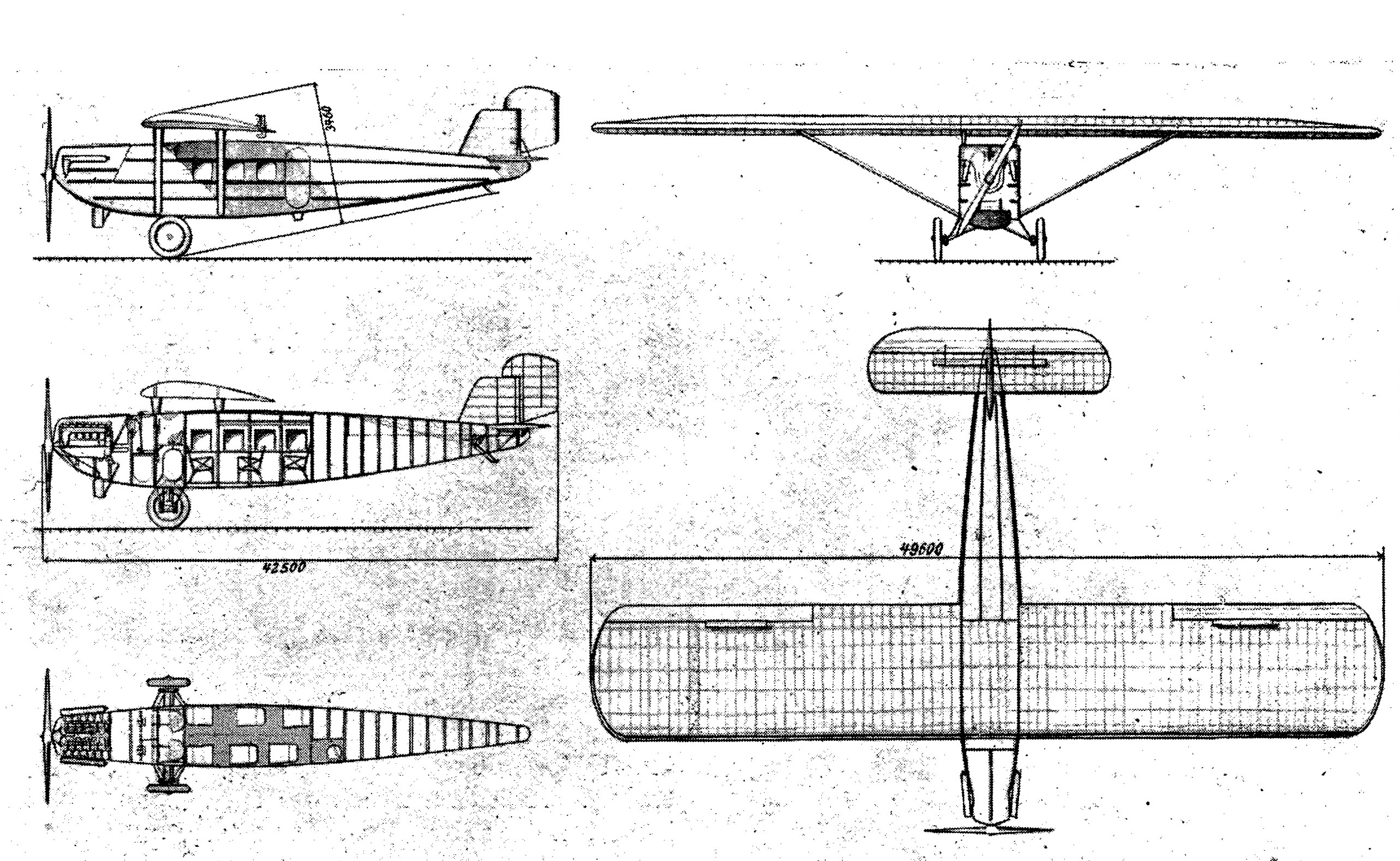
Dreiseitenriss

| Kenngröße            | Daten                       |
| -------------------- | --------------------------- |
| Besatzung            | 2                           |
| Passagiere           | 6–8                         |
| Länge                | 12,80 m                     |
| Spannweite           | 19,60 m                     |
| Höhe                 | 3,80 m                      |
| Flügelfläche         | 62,00 m²                    |
| Flügelstreckung      | 6,2                         |
| Leermasse            | 2280 kg                     |
| max. Startmasse      | 3700 kg                     |
| Reisegeschwindigkeit | 175 km/h                    |
| Gipfelhöhe           | 5200 m                      |
| Reichweite           | 1000 km                     |
| Triebwerk            | 1 × BMW VI; 680 PS (500 kW) |

## Erhaltene Flugzeuge

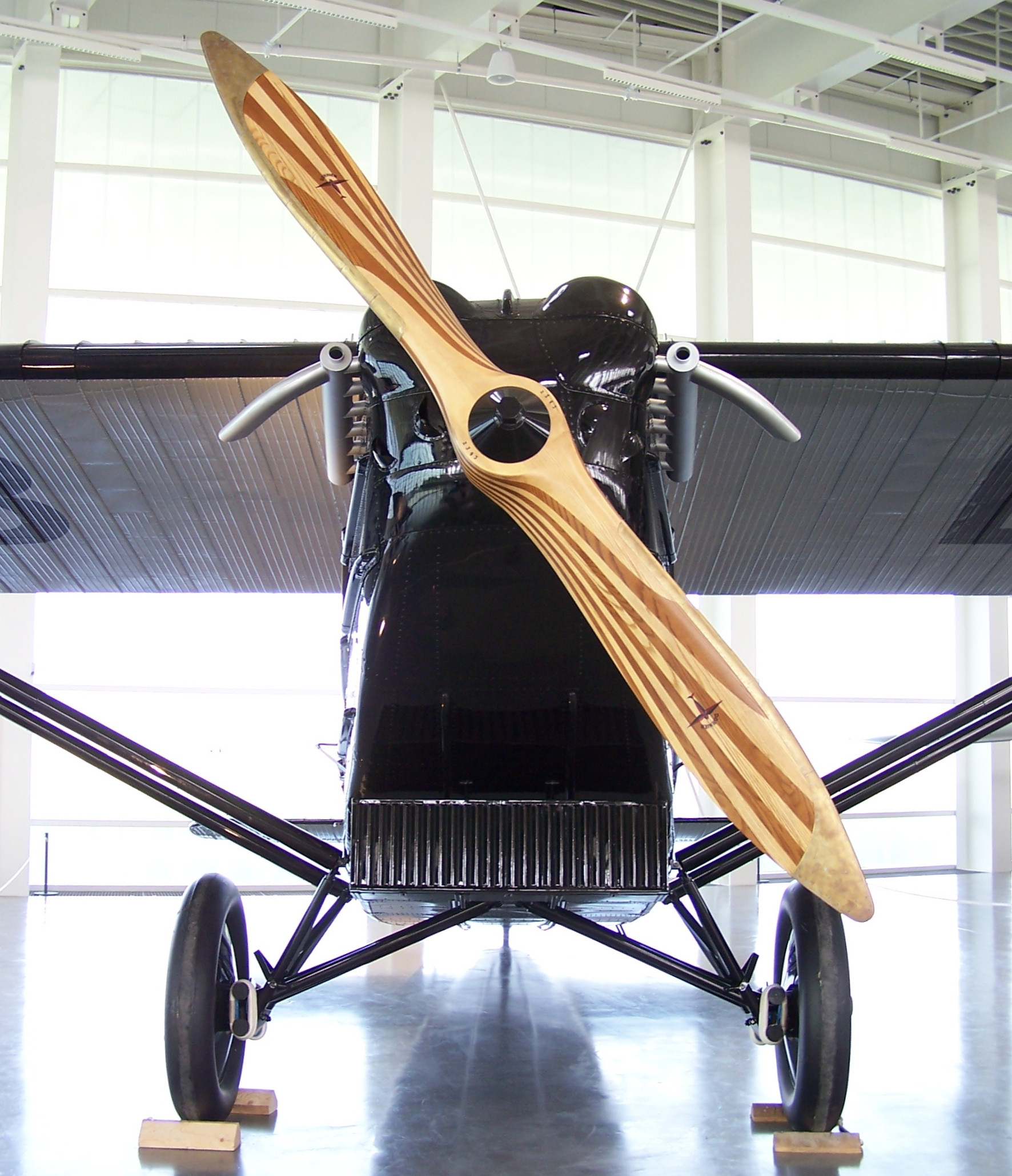
Merkur im Dornier Museum

Am 19. Mai 2009 übergab die Lufthansa Technik AG der Dornier-Stiftung einen Nachbau der Werknummer 88/1927 (D-1103), der inzwischen im Dornier Museum in Friedrichshafen zu besichtigen ist.